# Santa Coloma de Can Cabra
Santa Coloma de Can Cabra és una església de Castellar del Riu (Berguedà) inclosa a l'Inventari del Patrimoni Arquitectònic de Catalunya.

## Situació
Es troba a la caseria de Llinars de l'Aiguadora, a l'extrem ponentí del terme municipal, al nord de la masia de Can Cabra. S'hi accedeix per la carretera asfaltada i ben senyalitzada que surt al km. 19,4 (42° 06′ 52″ N, 1° 42′ 32″ E / 42.114485°N,1.708905°E) de la carretera de Berga a Sant Llorenç de Morunys, riu amunt, direcció "Llinars". Fins a can Cabra hi ha 2,5 km.

## Descripció

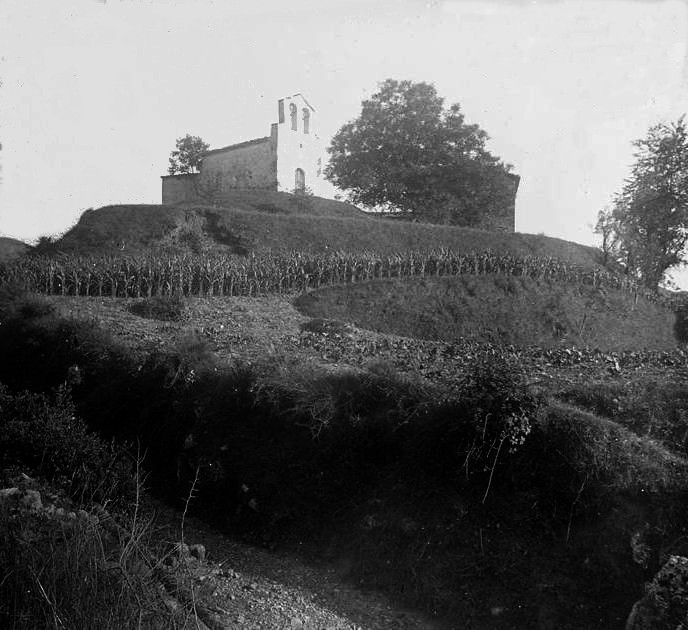
Capella de Can Cabra el 1919

Església romànica d'una sola nau coberta amb volta de canó i rematada a llevant per un absis cobert amb una volta de quart d'esfera. La porta d'entrada és al mur de ponent i es tracta d'un senzill arc de mig punt. Sobre aquest mur hi ha un campanar d'espadanya de dues obertures. L'exterior és parcialment emblanquinat. Trobem altres edificacions annexes, totes elles voltades de planells de conreu envoltats de bosc.

## Història
Santa Coloma de Can Cabra o de Llinars és situada a l'antiga unitat territorial de la vall de Lord. L'església era propietat del monestir urgellenc de Sant Sadurní de Tavèrnoles i com a tal figura a l'acta de consagració de l'església monacal del 1400 (Sancte Columbe de Linars). No va tenir mai la categoria de parroquial car no s'esmenta en la visita al deganat de la vall de Lord efectuada el 1312. Al segle xviii era sufragània de Sant Iscle i Santa Victòria de Llinars de l'Aiguadora, formant part de l'oficialat de Sant Llorenç de Morunys.